# Kraftwerk Campocologno
Das Kraftwerk Campocologno, auch Kraftwerk Brusio, ist ein Speicherkraftwerk in der Schweiz. Es befindet sich im Kanton Graubünden in der Talschaft Puschlav, beim Dorf Campocologno in der Gemeinde Brusio. Die Anlage ist im Besitz des Energieversorgers Repower und besteht aus zwei Werken.

## Geschichte

### Campocologno 1
Zwischen 1904 und 1907 wurde das Kraftwerk Campocologno 1 auf 530 m ü. M. erbaut. Es verfügte über eine Leistung von 36,5 MW, die mit zwölf Pelton-Turbinen erzeugt wurde. Zum Zeitpunkt der Inbetriebnahme war es das Kraftwerk mit dem grössten ausgenutzten Gefälle der Welt von 420 m und das leistungsstärkste Wasserkraftwerk Europas. Die gesamte elektrische Ausrüstung wurde von der Elektrizitätsgesellschaft Alioth (EGA) geliefert.
Fernleitung nach Mailand
Die ursprünglichen Pläne, im Puschlav Fabriken der elektrochemischen Industrie anzusiedeln und damit den Grossteil der erzeugten Energie vor Ort zu verbrauchen, zerschlugen sich bald. Stattdessen wurde eine 160 km lange 57 kV-Fernleitung durch das Veltlin in den Grossraum Mailand zur Versorgung der lombardischen Textilindustrie gebaut. Für den Energieexport wurde der Strom auf der Generatorspannungsebene von 7 kV durch einen 500 m langen Tunnel unter der Grenze hindurch zur Transformatorstation Piattamala geleitet, wo 24 Einphasentransformatoren zur Speisung der Fernleitung aufgestellt waren.

### Campocologno 2
1950 wurde etwas weiter talabwärts das Kraftwerk Campocologno 2, auch Centralino genannt, gebaut. Es nutzt das Restgefälle von 13 Meter zwischen Campocologno 1 und der italienischen Grenze. Die installierte Leistung der Kaplanturbine beträgt 1,5 MW, wodurch jährlich zusätzlich 4,3 GWh Strom erzeugt werden. Das Unterwasser wird durch einen Stollen der Gesellschaft Enel nach Tirano geleitet.

### Neubau Campocologno 1
Das ursprüngliche Maschinenhaus in Campocologno wurde zwischen 1967 und 1969 durch einen Neubau mit zwei Francis-Turbinen mit zusammen einer installierte Leistung von 47 MW ersetzt. Bei einer Fallhöhe von 418 Metern werden jährlich 183,5 GWh erzeugt.
Als Speicher dient der etwa sechs Kilometer nördlich gelegene Lago di Poschiavo, von wo aus das Wasser durch einen Stollen zunächst zum Wasserschloss Monte Scala (950 m ü. M.) und von dort über eine Druckleitung zur Zentrale geleitet wird. Neben der oberirdisch verlegten Druckleitung verläuft für betriebliche Zwecke eine etwa 820 m lange meterspurige Standseilbahn, die lt. Eintrag in den Schweizerischen Landeskarten (Stand 2015) außer Betrieb ist.